# Phạm Dũng Tiến
Phạm Dũng Tiến  (sinh 1956) là một sĩ quan cấp cao trong Quân đội nhân dân Việt Nam, quân hàm Thiếu tướng, Phó giáo sư, Tiến sĩ, nguyên Phó Chủ nhiệm kiêm Tham mưu trưởng Tổng cục Kỹ thuật, Ủy viên Thường vụ Đảng ủy Tổng cục Kỹ thuật (2007-2016)

## Thân thế và sự nghiệp
Ông sinh ngày 06 tháng 01 năm 1956 tại Hà Nội. Quê quán ở xã Quỳnh Đôi, huyện Quỳnh Lưu, tỉnh Nghệ An. Ông sinh ra trong một gia đình có sáu anh chị em, và từng có thời gian theo học trường Sĩ quan quân sự tại Liên Bang Nga.
Ông nhập ngũ tháng 11 năm 1973 và là cựu học viên của Học viện Kỹ thuật quân sự
Năm 1995, được bổ nhiệm Cục trưởng Cục Kỹ thuật Binh chủng Công binh
Năm 2000, được bổ nhiệm giữ chức Phó Cục trưởng Cục Kỹ thuật binh chủng
Năm 2004, được bổ nhiệm giữ chức Cục trưởng Cục Kỹ thuật Binh chủng, Tổng cục Kỹ thuật
Năm 2007, được bổ nhiệm giữ chức Phó Chủ nhiệm kiêm Tham mưu trưởng Tổng cục Kỹ thuật
Tháng 8 năm 2015, tại Đại hội Đảng bộ Tổng cục Kỹ thuật nhiệm kỳ 2015-2020, ông tái đắc cử chức vụ Đảng là Ủy viên Thường vụ Đảng ủy Tổng cục Kỹ thuật; Phó Bí thư Đảng ủy Bộ Tham mưu/Tổng cục Kỹ thuật.
Năm 2016, ông nghỉ chờ hưu.
Thiếu tướng (2009); Phó Giáo sư (2015)